# Niklaus Schilling
Niklaus Schilling (23 de abril de 1944 — 6 de mayo de 2016) fue un director de fotografía, director de cine y guionista suizo. Dirigió 13 películas entre 1967 y 1996. Su película de 1977 Die Vertreibung aus dem Paradies fue presentada en el Festival de Berlín de 1977. Su cinta del siguiente año Rhinegold entró en el concurso oficial del Festival de Berlín de 1978.

## Filmografía seleccionada
- Sombras nocturnas (Nachtschatten) (1972)
- Die Vertreibung aus dem Paradies (1977)
- Rhinegold (1978)
- Der Willi-Busch-Report (1979)
- Der Westen leuchtet! (1982)
- Die Frau ohne Körper und der Projektionist (1984)
- Dormire (1985)
- Der Atem (1989)
- Deutschfieber (1992)
- Die blinde Kuh (1996)